# 里韦拉德皮金
里韦拉德皮金，是西班牙加利西亚自治区卢戈省的一个市镇。 总面积73平方公里，总人口837人（2001年），人口密度11人/平方公里。